# يوداي ياماموتو
يوداي ياماموتو (باليابانية: 山本雄大؛ بالكانا: やまもと ゆうだい) هو لاعب كرة قدم وحكم كرة قدم ياباني، ولد في 4 مارس 1983 في كيوتو في اليابان.